# Rhodometra excaecaria
Rhodometra excaecaria är en fjärilsart som beskrevs av Fuchs 1903. Rhodometra excaecaria ingår i släktet Rhodometra och familjen mätare. Inga underarter finns listade.